# Venezuela en la clasificación de Conmebol para la Copa Mundial de Fútbol de 1986
La selección de fútbol de Venezuela fue una de las diez selecciones de fútbol que participaron en la clasificación de Conmebol para la Copa Mundial de Fútbol de 1986, en la que se definieron los representantes de Conmebol para la Copa Mundial de Fútbol de 1986, que se desarrolló en México.

## Sistema de juego
Para la Copa Mundial de Fútbol de 1986, la Conmebol dispuso de cuatro plazas de las 24 totales del mundial. Los diez equipos se agruparon en tres grupos: dos grupos de tres equipos y otro de cuatro equipos. Los partidos se jugaron por el sistema de liguilla, con encuentros en casa y como visita. Los primeros de cada grupo se clasificaron para el Mundial, los segundos de cada grupo más el tercero del grupo 1 fueron al repechaje.

## Tabla final de posiciones
| Equipo    | Pts | PJ | PG | PE | PP | GF | GC | Dif. |
| --------- | --- | -- | -- | -- | -- | -- | -- | ---- |
| Argentina | 9   | 6  | 4  | 1  | 1  | 12 | 6  | +6   |
| Brasil    | 6   | 4  | 2  | 2  | 0  | 6  | 2  | +4   |
| Uruguay   | 6   | 4  | 3  | 0  | 1  | 6  | 4  | +2   |
| Perú      | 8   | 6  | 3  | 2  | 1  | 8  | 4  | +4   |
| Chile     | 5   | 4  | 2  | 1  | 1  | 10 | 5  | +5   |
| Paraguay  | 4   | 4  | 1  | 2  | 1  | 5  | 4  | +1   |
| Colombia  | 6   | 6  | 2  | 2  | 2  | 6  | 6  | 0    |
| Bolivia   | 2   | 4  | 0  | 2  | 2  | 2  | 7  | –5   |
| Ecuador   | 1   | 4  | 0  | 1  | 3  | 4  | 10 | –6   |
| Venezuela | 1   | 6  | 0  | 1  | 5  | 5  | 15 | –10  |

## Partidos

### Grupo 1
| Equipo    | Pts | PJ | PG | PE | PP | GF | GC |
| --------- | --- | -- | -- | -- | -- | -- | -- |
| Argentina | 9   | 6  | 4  | 1  | 1  | 12 | 6  |
| Perú      | 8   | 6  | 3  | 2  | 1  | 8  | 4  |
| Colombia  | 6   | 6  | 2  | 2  | 2  | 6  | 6  |
| Venezuela | 1   | 6  | 0  | 1  | 5  | 5  | 15 |

| 26 de mayo de 1985 | Venezuela               | 2:3 (1:2) | Argentina                         | Polideportivo de Pueblo Nuevo, San Cristóbal                       |                                                                    |
|                    | Torres 8' · Márquez 58' | Reporte   | Maradona 2', 57' · Passarella 42' | Asistencia: 53.000 espectadores Árbitro(s): Juan Daniel Cardellino | Asistencia: 53.000 espectadores Árbitro(s): Juan Daniel Cardellino |

| 2 de junio de 1985 | Venezuela | 0:1 (0:0) | Perú      | Polideportivo de Pueblo Nuevo, San Cristóbal                     |                                                                  |
|                    |           | Reporte   | Uribe 78' | Asistencia: 19.000 espectadores Árbitro(s): Jorge Orellana Vimos | Asistencia: 19.000 espectadores Árbitro(s): Jorge Orellana Vimos |

| 9 de junio de 1985 | Argentina                              | 3:0 (1:0) | Venezuela | Estadio Monumental, Buenos Aires                          |                                                           |
|                    | Russo 27' · Clausen 88' · Maradona 90' | Reporte   |           | Asistencia: 35.000 espectadores Árbitro(s): Gastón Castro | Asistencia: 35.000 espectadores Árbitro(s): Gastón Castro |

| 16 de junio de 1985 | Perú                                                  | 4:1 (2:1) | Venezuela  | Estadio Nacional, Lima                                                 |                                                                        |
|                     | Navarro 15' · Barbadillo 20' · Hirano 80' · Cueto 82' | Reporte   | Febles 29' | Asistencia: 10.327 espectadores Árbitro(s): Luís Carlos Félix Ferreira | Asistencia: 10.327 espectadores Árbitro(s): Luís Carlos Félix Ferreira |

| 23 de junio de 1985 | Venezuela            | 2:2 (1:1) | Colombia                    | Polideportivo de Pueblo Nuevo, San Cristóbal                   |                                                                |
|                     | Cedeño 6' · Añor 64' | Reporte   | Ortiz 16' · Herrera 60' (p) | Asistencia: 30.000 espectadores Árbitro(s): Ramón Barreto Ruiz | Asistencia: 30.000 espectadores Árbitro(s): Ramón Barreto Ruiz |

| 30 de junio de 1985 | Colombia                      | 2:0 (2:0) | Venezuela | Estadio El Campín, Bogotá                                          |                                                                    |
|                     | Córdoba 15' · Herrera 28' (p) | Reporte   |           | Asistencia: 35.000 espectadores Árbitro(s): Víctor Vásquez Sánchez | Asistencia: 35.000 espectadores Árbitro(s): Víctor Vásquez Sánchez |

## Jugadores
Listado de jugadores que participaron en la Clasificación a la Copa Mundial 1986.
| N.º     | Nombre            | Posición      | Clubes                      |
| ------- | ----------------- | ------------- | --------------------------- |
| 1       | César Baena       | Portero       | Nacional de Carabobo        |
|         | Daniel Nikolac    | Portero       | Club Atlético San Cristóbal |
| 2       | René Torres       | Defensa       | Estudiantes de Mérida       |
| 3       | Pedro Acosta      | Defensa       | Club Atlético San Cristóbal |
| 4       | Arnulfo Becerra   | Defensa       | Deportivo Táchira           |
| 6       | Emilio Campos     | Defensa       | Estudiantes de Mérida       |
| 15      | Carlos Betancourt | Defensa       | Nacional de Carabobo        |
| 14/4    | Nicola Simonelli  | Defensa       | Nacional de Carabobo        |
|         | Saúl Maldonado    | Defensa       | Deportivo Portugués         |
|         | Cecilio González  | Defensa       | ?                           |
|         | Andrés Paz        | Defensa       | Deportivo Táchira           |
| 5       | Asdrúbal Sánchez  | Mediocampista | Estudiantes de Mérida       |
|         | Laureano Jaimes   | Mediocampista | Deportivo Táchira           |
| 9/10    | Bernardo Añor     | Mediocampista | Deportivo Italia            |
| 8/10/16 | William Méndez    | Mediocampista | Deportivo Táchira           |
|         | Robert Elie       | Mediocampista | Nacional de Carabobo        |
| 7       | Gonzalo Landaeta  | Mediocampista | Deportivo Táchira           |
| 17      | Richard Nada      | Mediocampista | Deportivo Italia            |
| 8       | Nelson Carrero    | Delantero     | Club Sport Marítimo         |
| 9/17    | Pedro Febles      | Delantero     | Club Atlético San Cristóbal |
| 11/17   | Herbert Márquez   | Delantero     | Portuguesa F.C.             |
| 7       | Carlos Maldonado  | Delantero     | Deportivo Táchira           |
| 7/16    | Douglas Cedeño    | Delantero     | Mineros de Guayana          |

## Goleadores
Los goleadores de la selección venezolana durante las clasificatorias fueron Bernardo Añor, Douglas Cedeño, Pedro Febles, Herbert Márquez y René Torres, cada uno con una anotación. 
| Jugador         | Selección | Goles |
| --------------- | --------- | ----- |
| Bernardo Añor   | Venezuela | 1     |
| Douglas Cedeño  | Venezuela | 1     |
| Pedro Febles    | Venezuela | 1     |
| Herbert Márquez | Venezuela | 1     |
| René Torres     | Venezuela | 1     |